# Hacia el círculo
Hacia el círculo (en hangul, 출사표; en hanja, 出師表; romanización revisada, Chulsapyo) es una serie de televisión surcoreana de 2020 dirigida por Hwang Seung-ki y protagonizada por Nana, Park Sung-hoon, Yoo Da-in, Han Joon-woo y Ahn Nae-sang. Se emitió en KBS2 los miércoles y jueves a las 21:30 horas desde el 1 de julio hasta el 20 de agosto de 2020.
La serie está basada en el guion de Moon Hyun-kyung, que resultó ganador del gran premio en el concurso 10th Find the Desert's Shooting Star Screenplay Competition de la Broadcasting Content Promotion Foundation (BCPF), realizado en 2018.

## Argumento
Goo Se-ra (Nana) es una joven de 29 años que ha vivido siempre en el distrito de Mawon. Ella y su familia necesitan dinero para devolver una gran deuda contraída por la madre a raíz de una estafa. Se-ra, autoproclamada guardiana fiscal pero excesivamente apasionada, nunca deja que se le escape un solo delito hasta que se presente y resuelva como una demanda civil. Sin embargo, debido a su naturaleza entrometida y su tendencia a perder los estribos por la injusticia, la despiden de todos los empleos que ha podido desempeñar, en los que ha logrado permanecer siempre poco tiempo. Decide, pues, que es hora de un cambio. Esta vez, su pasión se dirige hacia la Asamblea de Distrito, la llamada utopía de los empleados: un cargo como representante de distrito en el que teóricamente se trabaja poco y se cuenta con un sueldo seguro. Y para ello decide presentarse a unas elecciones supletorias para sustituir a otro representante en la Asamblea.

## Recepción
Algunos medios de comunicación de Corea del Norte publicaron varios artículos a propósito de la serie, tanto para elogiar su emisión como, en otros casos, para criticar el sesgo político que según los mismos se deja notar en la presentación de los personajes de los distintos partidos.

## Reparto

### Principal
- Nana como Koo Se-ra.
- Park Sung-hoon como Seo Gong-myung, funcionario de la administración municipal.
- Yoo Da-in como Yoon Hee-soo, abogada y política del partido progresista.[8]
- Han Joon-woo como Kim Min-jae, secretario de Jo Maeng-deok y exnovio de Se-ra.
- Ahn Nae-sang como Jo Maeng-deok, político del partido conservador y padre de Gong-myung.[9]

### Secundarios

#### Familia y amigos de Se-ra
- Ahn Gil-kang como Koo Young-tae, padre de Se-ra.[10]
- Jang Hye-jin  como Kim Sam-sook, madre de Se-ra.
- Kim Mi-soo como Kwon Woo-young, amiga de Se-ra que tiene un bebé.[11]
- Shin Do-hyun como Jang Han-bi, amiga de Se-ra.[12]
- Choi Go como Kim Ja-ryong, niño de 9 años al cuidado de Se-ra y después de Jang Han-bi.
- Kang Ae-shim como Park Jeong-rae.

#### Políticos de Mawon
- Bae Hae-sun como Won Tan-jung.
- Lee Seo-hwan como Heo Deok-gu.
- Seo Jin-won como Shim Jang-yang.
- Han Dong-kyu como Jang Ha-woon.
- Lee Chang-jik como Shi Dan-kyu.
- Yoon Joo-sang como Bong Chu-san.
- Oh Dong-min como Go Dong-chan.
- Yu Seong-ju como Yang Nae-sung.

#### Funcionarios de Mawon
- Park Sung-geun como Lee Dae-cheol.
- Kim Hyun-mok como Jung Yong-kyu.

### Apariciones invitadas
- Shin Joo-hyup como Oh Byung-min, un candidato de elecciones (Ep.3-6, 32).

## Audiencia
En esta tabla, en azul se representan el índice más bajo y en rojo aparece el índice más alto.
| Ep.   | Parte | Fecha de emisión original | Índice medio de audiencia (AGB Nielsen) |
| ----- | ----- | ------------------------- | --------------------------------------- |
| 1     | 1     | 1 de julio de 2020        | 3.0%                                    |
| 1     | 2     | 1 de julio de 2020        | 3.5%                                    |
| 2     | 1     | 2 de julio de 2020        | 2.8%                                    |
| 2     | 2     | 2 de julio de 2020        | 3.7%                                    |
| 3     | 1     | 8 de julio de 2020        | 2.5%                                    |
| 3     | 2     | 8 de julio de 2020        | 3.2%                                    |
| 4     | 1     | 9 de julio de 2020        | 2.4%                                    |
| 4     | 2     | 9 de julio de 2020        | 3.3%                                    |
| 5     | 1     | 15 de julio de 2020       | 2.7%                                    |
| 5     | 2     | 15 de julio de 2020       | 2.7%                                    |
| 6     | 1     | 16 de julio de 2020       | 2.5%                                    |
| 6     | 2     | 16 de julio de 2020       | 2.9%                                    |
| 7     | 1     | 22 de julio de 2020       | 2.5%                                    |
| 7     | 2     | 22 de julio de 2020       | 3.0%                                    |
| 8     | 1     | 23 de julio de 2020       | 2.5%                                    |
| 8     | 2     | 23 de julio de 2020       | 3.2%                                    |
| 9     | 1     | 29 de julio de 2020       | 2.7%                                    |
| 9     | 2     | 29 de julio de 2020       | 3.3%                                    |
| 10    | 1     | 30 de julio de 2020       | 2.3%                                    |
| 10    | 2     | 30 de julio de 2020       | 3.2%                                    |
| 11    | 1     | 5 de agosto de 2020       | 2.6%                                    |
| 11    | 2     | 5 de agosto de 2020       | 3.1%                                    |
| 12    | 1     | 6 de agosto de 2020       | 2.0%                                    |
| 12    | 2     | 6 de agosto de 2020       | 2.4%                                    |
| 13    | 1     | 12 de agosto de 2020      | 2.3%                                    |
| 13    | 2     | 12 de agosto de 2020      | 3.0%                                    |
| 14    | 1     | 13 de agosto de 2020      | 2.4%                                    |
| 14    | 2     | 13 de agosto de 2020      | 3.1%                                    |
| 15    | 1     | 19 de agosto de 2020      | 2.5%                                    |
| 15    | 2     | 19 de agosto de 2020      | 2.9%                                    |
| 16    | 1     | 20 de agosto de 2020      | 2.6%                                    |
| 16    | 2     | 20 de agosto de 2020      | 2.9%                                    |
| Media | Media | Media                     | 2.8%                                    |

## Premios y nominaciones
| Año  | Premio           | Categoría                                     | Destinatario          | Resultado |
| ---- | ---------------- | --------------------------------------------- | --------------------- | --------- |
| 2020 | KBS Drama Awards | Premio de excelencia, Actor en una Miniserie  | Park Sung-hoon        | Ganador   |
| 2020 | KBS Drama Awards | Premio de excelencia, Actriz en una Miniserie | Nana                  | Ganadora  |
| 2020 | KBS Drama Awards | Mejor Actor Secundario                        | Ahn Gil-kang          | Ganador   |
| 2020 | KBS Drama Awards | Mejor Actriz Secundaria                       | Jang Hye-jin          | Nominada  |
| 2020 | KBS Drama Awards | Mejor Actor Joven                             | Choi Go               | Nominado  |
| 2020 | KBS Drama Awards | Mejor Actor Revelación                        | Oh Dong-min           | Nominado  |
| 2020 | KBS Drama Awards | Premio Mejor Pareja                           | Park Sung-hoon y Nana | Ganadores |